# Цередиани, Давид Виссарионович
Давид Виссарионович Цередиани (груз. დავით ბესარიონის ძე წერედიანი, 12 августа 1937 года, деревня Колобани, ныне — Абашский муниципалитет — 30 декабря 2019 года, Тбилиси) — грузинский поэт.

## Биография
Окончил филологический факультет Тбилисского государственного университета (1960 год).
С 1963 года работал в Институте грузинской литературы имени Шота Руставели. Кандидат филологических наук (1971).
С 1981 года занимался переводом. Особенно хорошо известны его переводы Франсуа Вийона, а также «Фауста» Иоганна Вольфганга Гёте.
Лауреат Государственной премии Грузии 2006 года за книгу «Отражение».
В 2012, 2014 и 2018 годах получил литературную премию «Саба». В 2017 году Институт Гёте и DVV International наградили Давида Цередиани премией Гиви Маргвелашвили.